# 鄭吉生
鄭 吉生（チョン・ギルセン、朝鮮語: 정길생、1941年 - ）は、大韓民国の教育者、農学者。
第16代建国大学校総長、第6代韓国科学技術翰林院院長などを歴任した。科学技術有功者、建国大学校名誉教授、延辺科学技術大学名誉教授。

## 経歴
1965年に建国大学校畜産大学畜産学科卒、1970年に京都大学大学院、1973年に同校大学院博士課程修了（農学博士）。
国家科学技術諮問会議委員（1995年5月～1997年5月）、第16代建国大学校総長（2002年9月1日～2006年8月31日）、韓国バイオ産業協会（現・韓国バイオ協会）副会長（2005年～2008年）、社団法人国民健康増進実践協議会常任顧問、学校法人聖光学院理事、第6代韓国科学技術翰林院院長（2010年3月～2013年2月）などを務めた。
このほか、建国大学校の職として企画調整処長・教務処長・畜産大学長・生命韓国科学技術研究院院長・副総長・理事を務め、韓国科学技術翰林院の職しては監事（2001年～2003年）・会員担当副院長（2003年～2007年）・会員福祉委員会委員長・会員審査委員会委員長を務めた。